# Паріс Псалтіс
Паріс Псалтіс (грец. Πάρης Ψάλτης, нар. 12 листопада 1996, Нікосія) — кіпрський футболіст, захисник клубу «Омонія» і національної збірної Кіпру.
Володар Кубка Кіпру. Дворазовий чемпіон Кіпру. 

## Клубна кар'єра
Народився 12 листопада 1996 року в Нікосія. Вихованець футбольної школи клубу АПОЕЛ. З 2014 року почав залучатися до складу основної команди клубу, проте в офіційних іграх у її складі так і не дебютував. 
2016 року перейшов до «Ерміс», а за рік став стабільним гравцем її основного складу. Загалом відіграв за команду з Арадіппу три сезони своєї ігрової кар'єри.
До складу нікосійського «Олімпіакоса» приєднався 2019 року. Станом на 13 квітня 2021 року відіграв за клуб з Нікосії 48 матчів в національному чемпіонаті.

## Виступи за збірні
Протягом 2016–2018 років залучався до складу молодіжної збірної Кіпру. На молодіжному рівні зіграв у 12 офіційних матчах.
Навесні 2021 року дебютував в офіційних матчах у складі національної збірної Кіпру.
| Дата       | Місто           | Господарі  | Результат | Гості    | Турнір            | Голи | Примітки |
| ---------- | --------------- | ---------- | --------- | -------- | ----------------- | ---- | -------- |
| 27-3-2021  | Рієка           | Хорватія   | 1 – 0     | Кіпр     | Відбір до ЧС 2022 | -    |          |
| 4-6-2021   | Будапешт        | Угорщина   | 1 – 0     | Кіпр     | товариський матч  | -    | 58' 71'  |
| 1-9-2021   | Мдіна           | Мальта     | 3 – 0     | Кіпр     | Відбір до ЧС 2022 | -    |          |
| 4-9-2021   | Нікосія         | Кіпр       | 0 – 2     | Росія    | Відбір до ЧС 2022 | -    | 77'      |
| 7-9-2021   | Братислава      | Словаччина | 2 – 0     | Кіпр     | Відбір до ЧС 2022 | -    | 75'      |
| 8-10-2021  | Ларнака         | Кіпр       | 0 – 3     | Хорватія | Відбір до ЧС 2022 | -    |          |
| 11-10-2021 | Ларнака         | Кіпр       | 2 – 2     | Мальта   | Відбір до ЧС 2022 | -    | 86'      |
| 11-11-2021 | Санкт-Петербург | Росія      | 6 – 0     | Кіпр     | Відбір до ЧС 2022 | -    | 46'      |
| Усього     |                 | Матчів     | 8         |          | Голів             | 0    |          |

## Титули і досягнення
- Чемпіон Кіпру (2):

АПОЕЛ: 2014-15, 2015-16
- Володар Кубка Кіпру (3):

АПОЕЛ: 2014-15
«Омонія»: 2021-22, 2022-23
- Володар Суперкубка Кіпру (1):

«Омонія»: 2021